# Santiago Urtizberea Oñatibia
Santiago Urtizberea Oñatibia   (Irun, 25 de juliol de 1909 - Sant Joan Lohitzune, 18 de gener de 1985) fou un futbolista basc de la dècada de 1930.
Passà la major part de la seva carrera al Real Unión d'Irun. També jugà a la Reial Societat. Quan començà la guerra marxà a França, on fou jugador i entrenador a Girondins ASP.